# Castellabate
Castellabate är en ort och kommun i provinsen Salerno i regionen Kampanien i Italien. Kommunen hade 9 233 invånare (2017).